# Santuari de Cura
El santuari de Cura és el conjunt religiós situat al cim del puig de Randa i que, segons la tradició, ocupa el lloc on es va retirar i va rebre la il·luminació Ramon Llull. A més, s'hi ret culte a la Mare de Déu de Cura.

## Història
Una hipòtesi situa al cim del puig de Randa el Qastil Al'Uyun (castell de les Fonts). Seria el "hisn" o castell que sembla que hi havia d'haver a cada demarcació rural musulmana; en aquest cas, el juz' de Muntuy.
La tradició afirma que l'origen del santuari és l'altar marià que Ramon Llull feu construir el 1275 i que donà la primera forma al santuari de la Mare de Déu de Randa (després anomenat de Cura). Sembla que, en una cel·la adjunta, el doctor il·luminat fundà el que després seria l'Escola de Randa.
La primera referència segura de l'existència d'ermitans per aquestes contrades la trobem quan el bisbe Lluís de Prades i d'Arenós, el 1394, relata l'existència d'homes retirats en aquest lloc d'ençà d'algunes dècades. D'aquests moments s'han datat més d'una vintena de coves.
El santuari prengué importància a partir del segle xvi i ja s'anomenà de Cura. La decadència arribà al segle xix i no fou restaurat fins a les actuacions del bisbe Campins i l'arribada dels franciscans el 1913 (s'hi instal·là el noviciat provincial dels terciaris regulars).
El 1955, la imatge fou coronada pontificalment.

## Plafons ceràmics del santuari

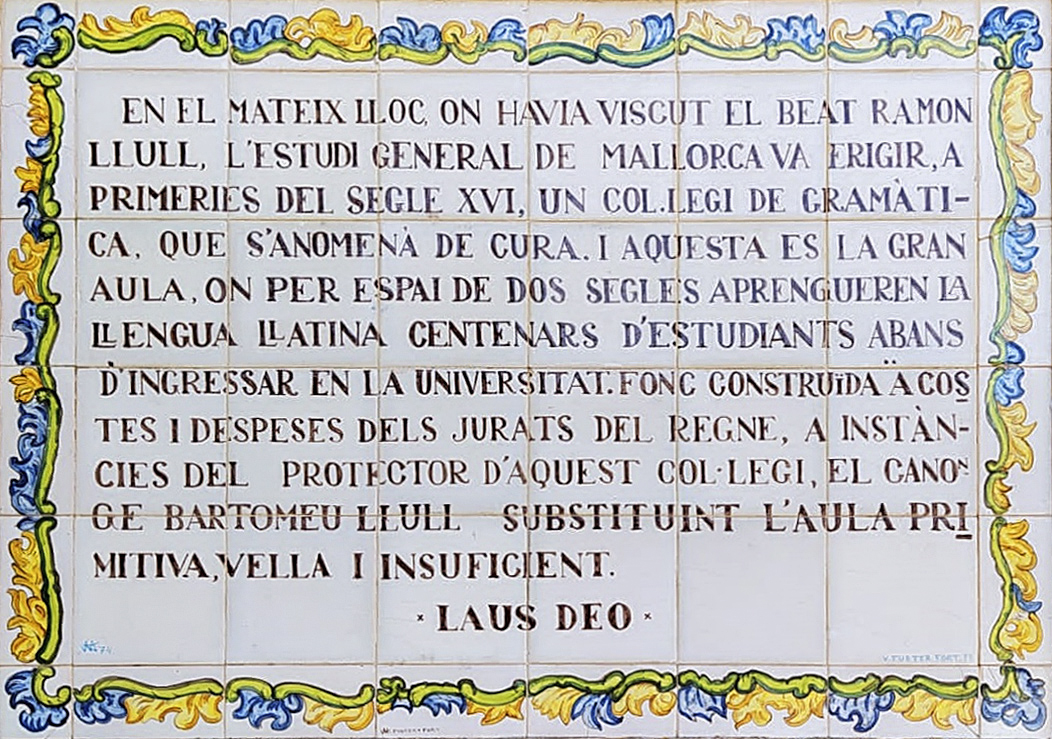
Col·legi de gramàtica de Cura
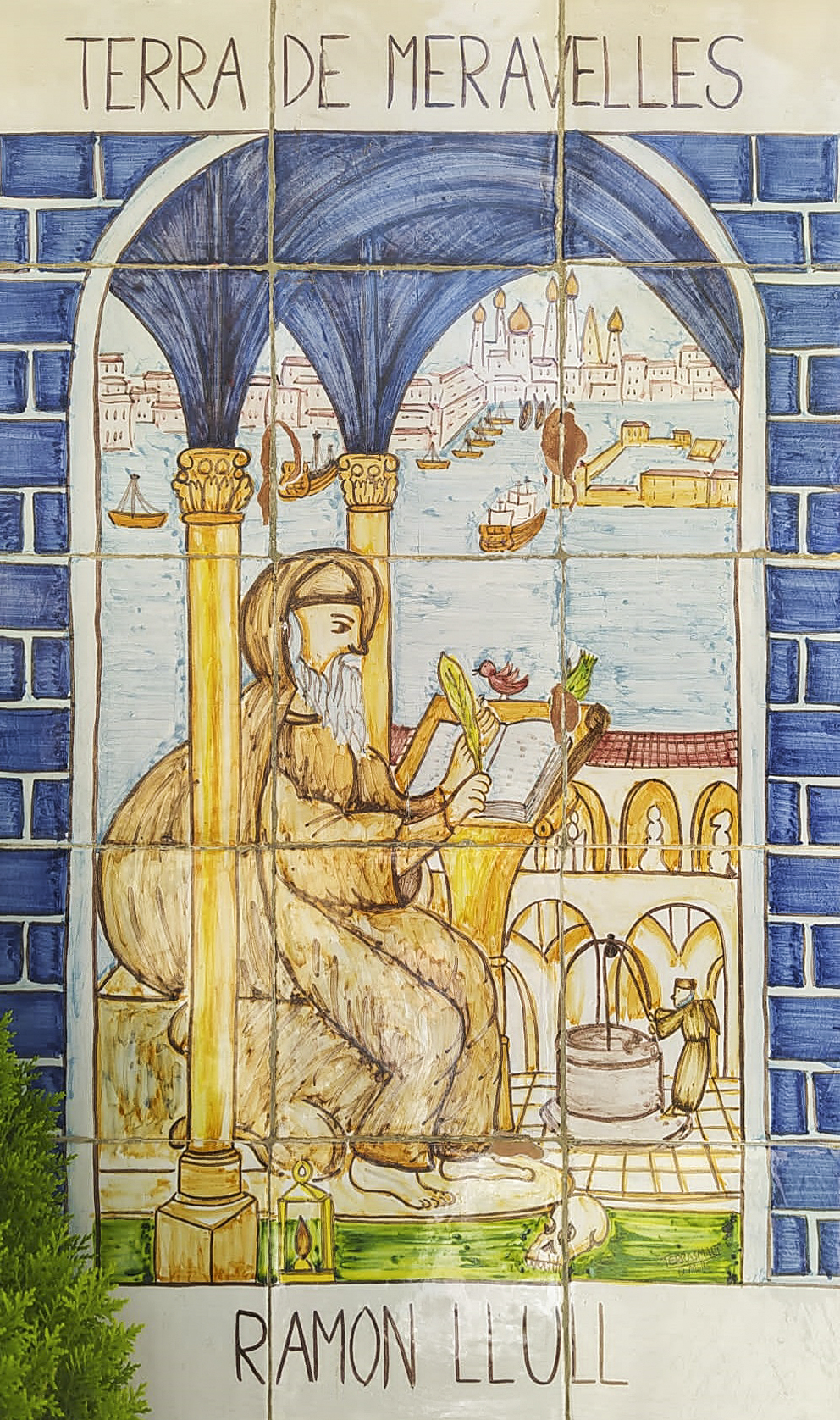
Ramon Llull
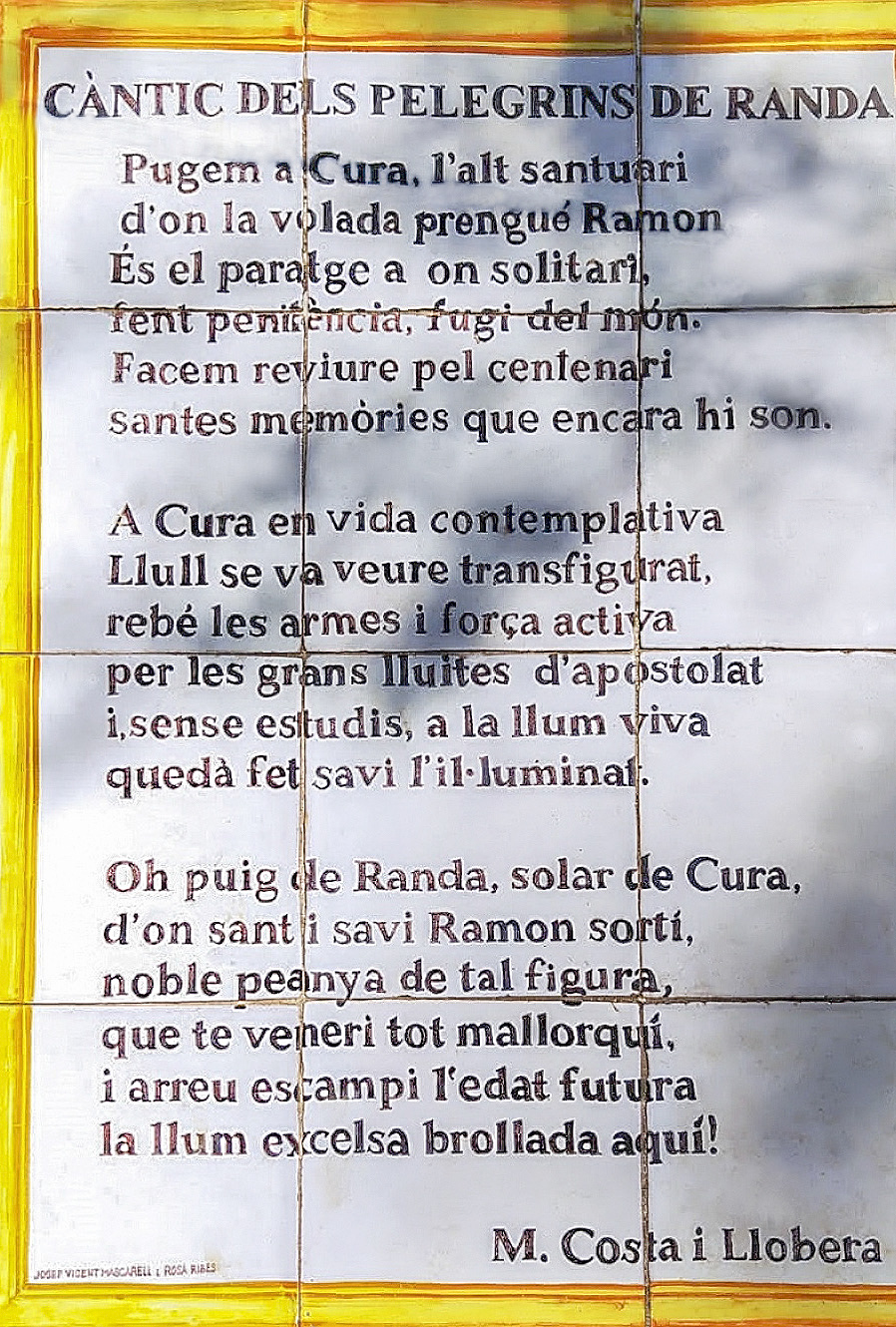
Càntic dels pelegrins de Randa, d'en Costa i Llobera